# Lista över partisymboler
En partisymbol är något som förutom partinamnet brukar ingå i ett partis logotyp, symbolen består ofta av något från växt- eller djurriket, men fanor och geometriska former är också vanliga partisymboler. 
Ett partis ideologi påverkar ofta valet av partisymbol och många gånger går samma symbol igen för liknande partier i olika länder. Kommunistiska partier använder ofta hammaren och skäran och andra socialistiska partier använder ofta en röd stjärna. Många socialdemokratiska partier i Europa har en röd ros som sin symbol. Konservativa partier har ofta blå symboler.
Partisymbol är inte alltid den enda symbolen som berör ett parti. Till exempel hade svenska Socialdemokraterna ett separat partimärke till och med 1996. SAP-märket var bokstäverna SAP (något överlappande) i en ring, med texten SVERIGES SOCIALDEMOKRATISKA ARBETAREPARTI längs randen.

## Partisymboler i världen

### Australien
- Australiens arbetarparti – "Labor" skrivet i vit mot röd bakgrund, och stjärnbilden Södra korset i vit mot blå bakgrund
- Australiens liberala parti – Australiens flagga på ett blått L med LIBERAL skrivet i blått nedanför
- National Party of Australia – "The Nationals" skrivet i gult mot grön bakgrund

### Irland
- Fianna Fáil – en harpa
- Fine Gael – en femuddig stjärna med strålar
- Arbetarpartiet – en röd ros

### Indien
- Se Lista över politiska partisymboler i Indien

### Japan
- Liberaldemokratiska partiet – två barn i grönt och blått och en gul sol
- Socialdemokratiska partiet – en blå blomma, till en fjärdedel täckt av partinamnet

### Kanada
- Kanadas konservativa parti – ett blått C som omsluter ett rött lönnlöv
- Kanadas liberala parti – "Liberal" skrivet i rött med ett rött lönnlöv ovanför

### Nederländerna
- Kristdemokratisk appell – "CDA" skrivet i grönt
- Partij voor de Dieren – en vit fjäril mot grön bakgrund
- Socialistiska partiet – en tomat

### Norge
- Arbeiderpartiet – en röd ros
- Fremskrittspartiet – ett rött äpple
- Høyre – en blå vimpel

### Storbritannien
- Democratic Unionist Party – ett lejonhuvud i vitt, rött och blått
- Konservativa partiet – ett ekträd i grönt med blå stam på blå mark (före 2006: en fackla, med blå-vit-röd flamma)
- Labour – en röd ros (före 1986: en röd flagga)
- Liberaldemokraterna – en gul fågel
- Sinn Féin – ön Irland som grön silhuett med bokstäverna SF på
- Ulster Unionist Party – Nordirland i silhuett, färgad som den brittiska flaggan
- Scottish National Party – en kombination av ett andreaskors och en tistel, liknande symbolen för Oxen, ♉
- Plaid Cymru – en gul Engelsk vallmo (kallad Welsh poppy på engelska; före 2006, tre gröna berg med en röd drake)
- United Kingdom Independence Party – ett violett pundtecken (£) med bokstäverna UKIP i stället för det horisontella strecket

### Sverige

#### Partier i Sveriges riksdag
- Centerpartiet – en fyrklöver (tidigare hade Centerns kvinnoförbund en kärve)
- Kristdemokraterna – en blå rektangel med bokstäverna K och D i vitt. (före 2017: en vitsippa)
- Liberalerna – ett ljusblått, bulligt L (tidigare en blåklint)
- Miljöpartiet – en maskrosblomma med en ovalformad ljusgrön bakgrund
- Moderaterna – ett blått M med stora punkter i lederna (vid lanseringen i 1970 års val var M:et rött; 2005–2019 ett gement M med texten "nya" i brandgult[2][3])
- Socialdemokraterna – en stiliserad röd ros (1967–1987 även en S-pil; rosen började på allvar användas först 1979; nuvarande designen kom 1993[1])
- Sverigedemokraterna – en blåsippa (före 2006: en blågul fackla, kopierad från Konservativa partiet (Storbritannien)[4])
- Vänsterpartiet – ett vitt V i en utslagen röd nejlika i silhuett (före 1943 användes hammaren och skäran;[5] 1970: nejlikan och VPK.[6] 1990–2006: rött V med nejlika ovanför)

#### Partier utanför Sveriges riksdag
- Alternativ för Sverige – en hjärtformad svensk flagga
- Enhet – en gul blomma i en vit cirkel
- Europeiska arbetarpartiet – ett kärnkraftverk
- Feministiskt initiativ – "F!" skrivet i rosa
- Folkfronten (Svenskarnas parti) –  En svart rungalder på gul bakgrund.
- Junilistan – en orange cirkel
- Klassiskt liberala partiet – en gul-vit-svart fjäril
- Kommunistiska partiet – en "K" inskrivet i en röd fana.
- Medborgerlig samling – ett blått och grönt eklöv.
- MoD - Mänskliga rättigheter och Demokrati – en gul solros.
- Nationaldemokraterna – en brandgul hjortronblomma
- Nyans – en stiliserad duva med utslagna vingar, i ljust rödaktig rundel
- Nordiska rikspartiet – svart solkors på röd botten. Partiblomma solros.
- Piratpartiet – ett svart segel på en mast, formande ett P
- Sveriges kommunistiska parti (1995) – SKP inskrivet i ett kugghjul

#### Förutvarande partier
- Socialistiska partiet – en stjärna, röd eller vit, på röd botten. Ibland även grönt och lila.

### Tyskland
- CDU – bokstäverna "CDU" i vitt mot orangeröd bakgrund
- SPD – en röd ros
- Die Grünen – en solros

### USA
- Republikanerna – en elefant
- Demokraterna – en åsna